# سکولاریسم یهودی
سکولاریسم یهودی (انگلیسی: Jewish secularism) شامل آن دسته از افراد یهودی می‌شود که سکولار هستند.